# Mészáros Kálmán (író)
Bodó-baári és nagy-lúcsei Mészáros Kálmán, Mészáros Kálmán István (Nagykáta, 1859. augusztus 15. – Budapest, 1922. április 21.) író, titkár, az Országos Színészegyesület irodaigazgatója.

## Élete
Mészáros Péter hivatalnok és Gaál Stefánia fia. Középiskoláit Budapesten végezte; azután a technikai pályára készült, de tanulmányait csakhamar félbenhagyta és a színészi pályára lépett. 1884-ben Feleky Miklós igazgatása alatt a Várszínház titkára lett, később a pécsi színház igazgatója, 1887-től 1895-ig a kolozsvári Nemzeti Színház titkára. Időközben bejárta a keletet; 1895-ben a külföld színészet-igazgatását és a rendezés művészetét tanulmányozandó, Párizsba ment és ott egy évig foglalkozott a francia színészet tanulmányozásával. 1896. június 2-án az Országos Színészegyesület irodaigazgatójává választatott Budapesten. Különösen a vidéki színészet rendezésében működött. 1919. január 1-jén nyugdíjba küldték, ezután az intézkedés miatt pert indított, s 1921. június 1-jén visszakerült állásába. A budapesti Szent János Kórházban hunyt el 1922. április 21-én délelőtt májgyulladásban, az albertfalvai római katolikus temetőben helyezték örök nyugalomra. Neje Koller Margit volt.
Szakcikkeket írt a színészet köréből a Fővárosi Lapok, a Pesti Napló, Nemzeti Ujság, a Színészek Lapjába és egyes vidéki lapokba.

## Művei kéziratban
- Nagy Károly, történeti verses tragédia
- Jolánta, történeti tragédia (1888; előadták Kolozsvárt 1888 telén és Pécsett 1896 tavaszán);
- A diplóma bolondja c. énekes bohózat (1887; 1890-ben Nagyváradon és 1891-ben Kolozsvárt adatott)
- A falu szépe, kalotaszegi népszínmű dalokkal és tánccal három felvonásban, írta és zenéjét szerzette. (Előadták Kolozsvárt 1895. márc. 17. Ism. Kolozsvár 1895. 64. sz. és több vidéki szinpadon is előadták)
- A vörös lovag, látványos színmű nyolc képben.
- A selyembogár, népszínmű három felvonásban (1904).
- Lefordította franciából Sue látványos drámáját: A bolygó zsidót.

Szerkesztette a Színészek Lapját 1896 tavaszától Budapesten.